# Edpercivalia banksiensis
Edpercivalia banksiensis là một loài Trichoptera trong họ Hydrobiosidae. Chúng phân bố ở miền Australasia.